# 价格上限
价格上限是指政府设置出售一种物品的法定最高价格，经常用于防止消费者买不到必需品的情况。

## 价格上限对市场的影响
当政府受消费者抱怨的推动，对市场实行价格上限时，可能有两种结果。当价格上限高于供求平衡的价格时，价格上限是非限制性的，市场力量自然而然地使经济向均衡变动，价格上限对价格或销售量没有影响。当价格上限低于供求平衡的价格时，价格上限对市场有一种限制性约束，就产生了物品的短缺，而且卖者必须在大量潜在买者中配给稀缺物品。

## 案例
一个常见的价格上限例子是房租控制。在许多城市，地方政府都规定了房东能向房客收取的租金上限。这种政策的目的是帮助穷人更能租得起住房。经济学家经常批评房租控制，认为这是一种既无效率又不公平的帮助穷人提高生活水平的方法。